# Soul Blazer
Soul Blazer (japonsky ソウルブレイダー, Sóru Bureidá) je akční hra na hrdiny pro Super Nintendo Entertainment System vydaná v roce 1992 (resp. 1994 v Evropě) firmou Enix jako první hra v sérii Soul Blazer, Illusion of Gaia a Terranigma.

## Hratelnost
Stejně jako předešlá hra studia Quintet, ActRaiser, sází i Soul Blazer především na souboje probíhající v reálném čase. Na rozdíl od hry ActRaiser, kde jste svoji postavu viděli z bočního pohledu, zde se na svého hrdinu díváte z vrchu, což je charakteristickým rysem této série. Postupným zabíjením monster hráči osvobozují duše jednotlivých obyvatel vesnic a měst, což jim zpřístupňuje další rady a potřebné předměty.

## Příběh
Hráč se ocitá v království Freil, kde vládné král Magridd. Ten se jednoho dne doslechne o vynálezci jménem Dr. Leo, o kterém je známo, že je schopen vymyslet úplně cokoliv. Král tohoto vědce uvězní a donutí ho vymyslet přístroj, pomocí kterého bude schopen kontaktovat zlého ducha Deathtoll. Král s duchem uzavře smlouvu, při které mu Deathtoll slíbí jednu zlatou minci za každou duši z jeho království. Výsledkem této smlouvy jsou naprosto zpustošené vesnice a zcela liduprázdný svět. Vládkyně světa Gaia to však nehodlá nechat bez povšimnutí a do království sešle jednoho ze svých služebníků ve formě lidského bojovníka. Jeho úkolem je osvobodit všechny zakleté duše a obnovit rovnováhu na světě.

## Postavy
- Blazer – služebník vládkyně Gaiy poslaný do království Freil napravit, co způsobil král Magridd. Kromě schopnosti zacházet s mečem dokáže navíc promlouvat s každou živou bytostí na Zemi.
- Gaia – vládkyně světa.
- Dr. Leo – velmi schopný vynálezce, který vytvořil přístroj pro komunikaci se zlým duchem.
- Lisa – dcera Dr. Lea, pozdější Blazerova přítelkyně.
- Král Magridd – nechá se zmanipulovat svojí manželkou a uzavře dohodu se zlým duchem ve které zaprodá všechny živé bytosti ve svém království.